# Julius Gensel

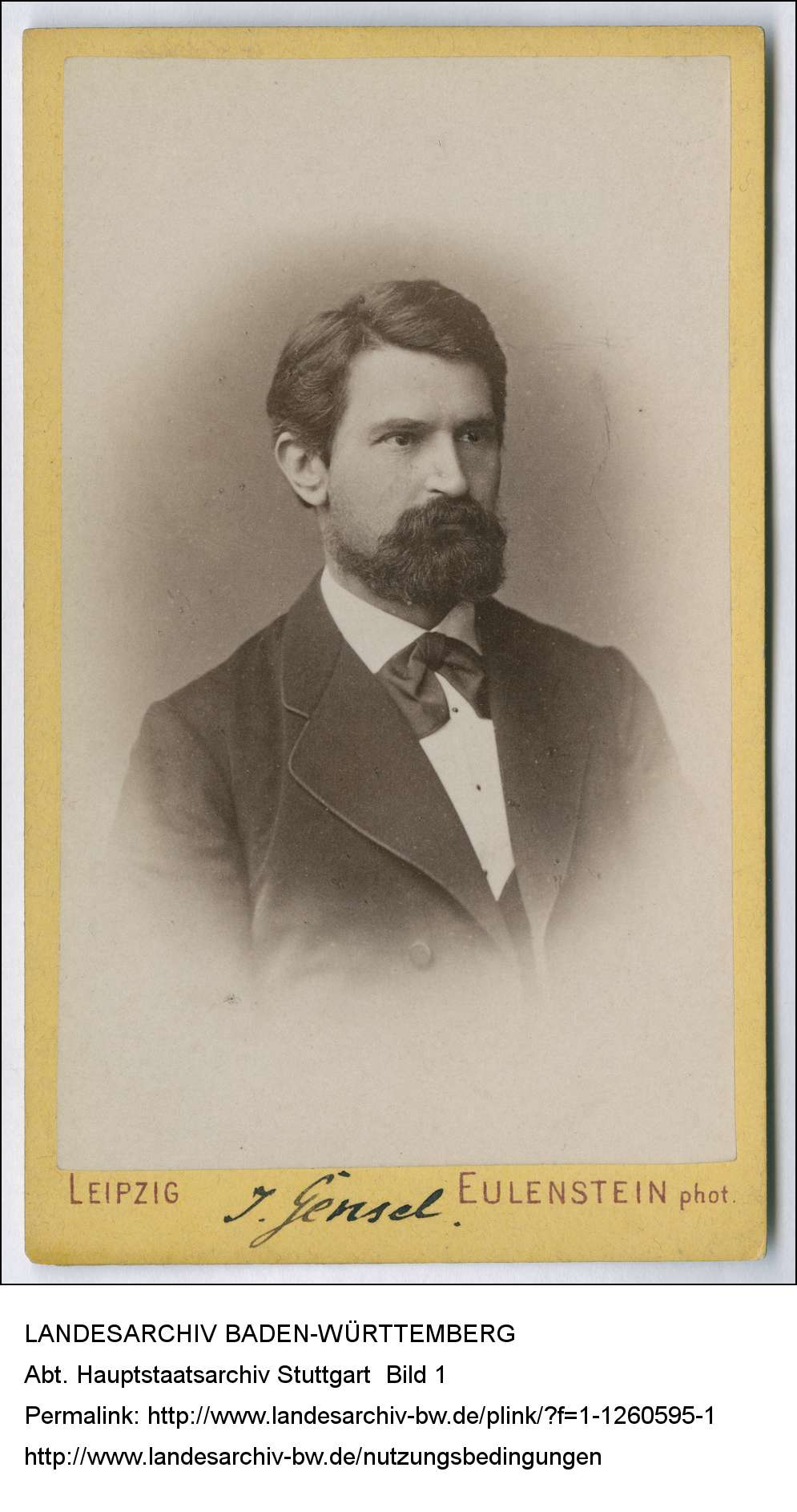
Julius Gensel, Notar und Rechtsanwalt in Leipzig, Sekretär der Handelskammer

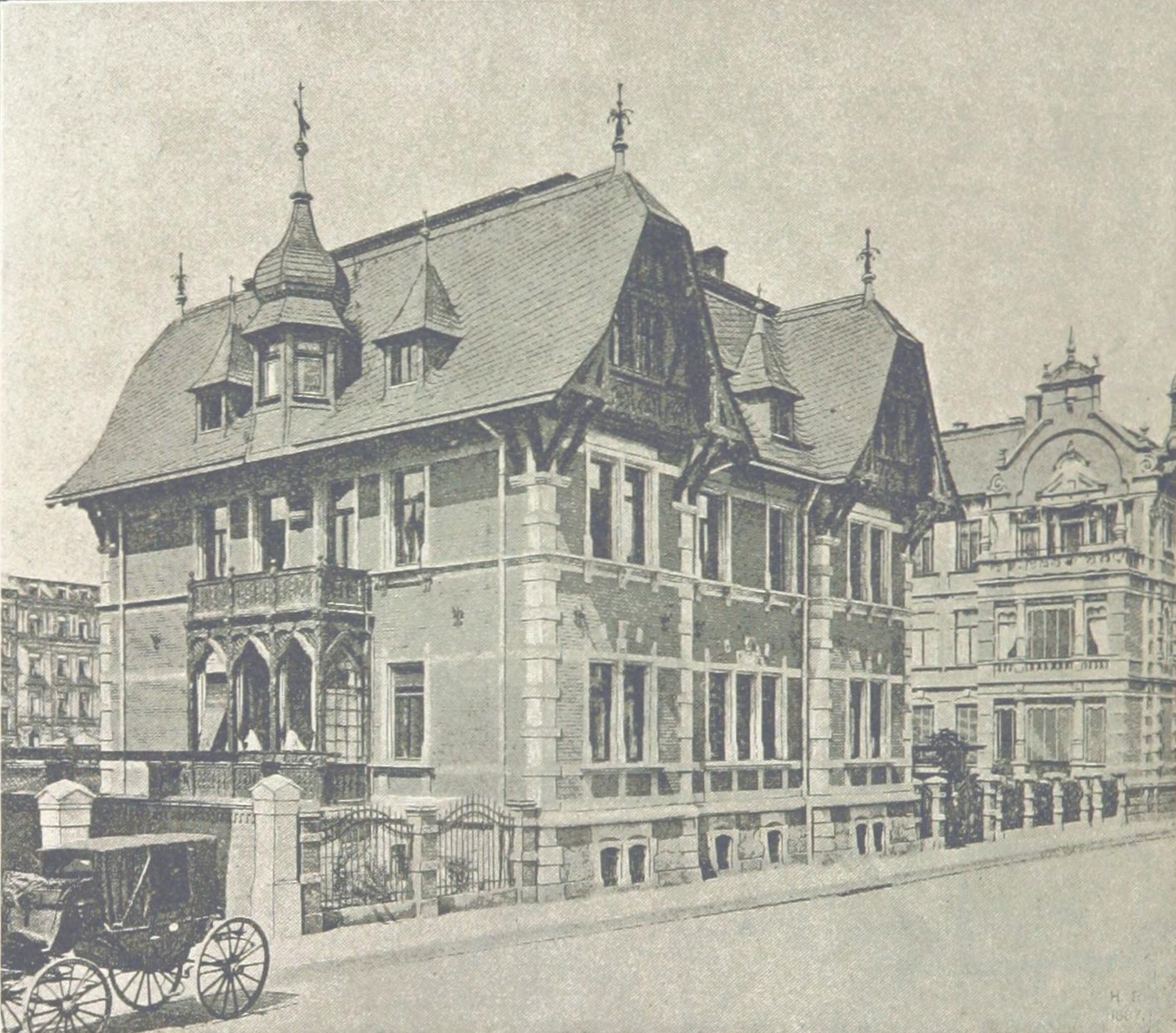
1883 ließ sich Julius Gensel die repräsentative Villa Hillerstraße 3 im Leipziger Bachviertel nach Entwurf des Berliner Architekten Heinrich Stöckhardt errichten.

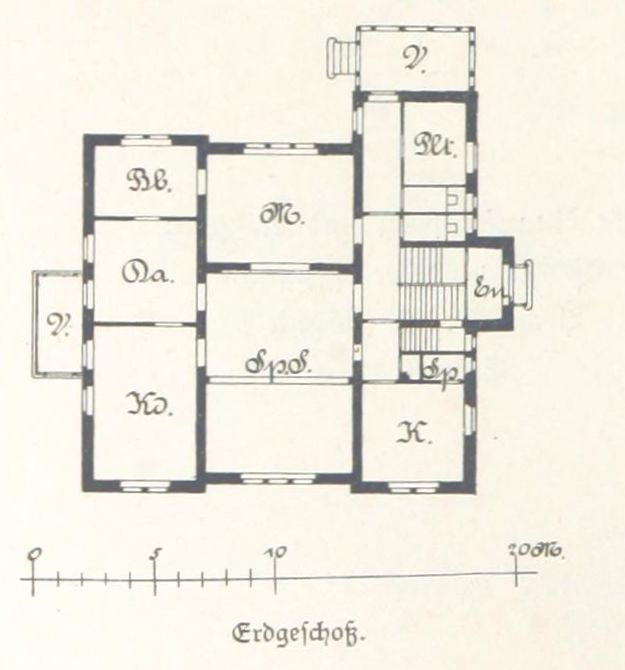
Villa Gensel, Grundriss

Walter Julius Gensel (* 18. Dezember 1835 in Schellenberg; † 9. März 1916 in Leipzig) war ein deutscher Jurist und Politiker (Nationalliberale Partei). Er war Mitglied des Reichstags und des Sächsischen Landtags.

## Leben
Der Sohn des Justizrats Ernst Walter Gensel (1806–1886) besuchte ab 1848 das Gymnasium in Weimar und studierte anschließend von 1854 bis 1858 die Rechtswissenschaften an der Universität Leipzig. Im Dezember 1863 promovierte er zum Dr. jur. Ab 1864 war er Rechtsanwalt in Leipzig tätig, später auch als Notar. Am 15. März 1866 übernahm er das Sekretariat der Handelskammer Leipzig und gab danach seine Anwaltspraxis auf. Er war Vorsitzender des Verbandes deutscher Handelskammersekratäre. Im Jahr 1900 beendete er seine Tätigkeit als Sekretär der Handelskammer Leipzig.
Von Januar 1866 bis Dezember 1872 war er Stadtverordneter von Leipzig. Als Vertreter des 9. städtischen Wahlkreises (Döbeln, Leisnig, Waldheim, Mügeln) war er von 1869 bis 1877 Abgeordneter der II. Kammer des Sächsischen Landtags, wo er 1869/70 und 1875/76 das Amt des 2. Kammersekretärs innehatte. Zudem war er Referent in der Steuerreformfrage. Von Januar 1877 bis Juli 1878 vertrat er den Wahlkreis Sachsen 15 (Mittweida) im Reichstag in Berlin. Von 1888 bis etwa 1902 war er Vorsitzender des Nationalliberalen Landesverbandes im Königreich Sachsen, später dessen Ehrenvorsitzender.
Gensel war Mitglied im Ausschuss des Volkswirtschaftlichen Kongresses (seit 1873) und des Vereins für Sozialpolitik (seit 1875). Weiter war er Vorsitzender der Gemeinnützigen Gesellschaft und des Kunstgewerbe-Museums in Leipzig, des Vereins für Volkswohl in Leipzig sowie des Leipziger Zweigvereins und des sächsischen Landesverbandes der Gesellschaft für Verbreitung von Volksbildung.

## Familie
Gensel heiratete am 25. Mai 1864 Ottilie Voigt (1835–1887), eine Tochter von Robert Schumanns Freundin Henriette Voigt. Er veröffentlichte zahlreiche der damals noch im Familienbesitz befindlichen Briefe Schumanns und war mit Clara Schumann befreundet, mit der er auch korrespondierte.
Gensel und seine Frau Ottilie wurden im Erbbegräbnis der Familie Gensel (Nr. 75) in der IX. Abteilung des Neuen Johannisfriedhofs beerdigt.

## Schriften
- Die Familie Gensel. Annaberger Linie. Frankenstein & Wagner, Leipzig 1886.
- Robert Schumanns Briefwechsel mit Henriette Voigt. In: Die Grenzboten, 51. Jahrgang 1892 (2. Vierteljahr), S. 269–277 (Digitalisat), S. 324–337 (Digitalisat) und S. 368–375 (Digitalisat) – als erweiterter Sonderdruck: F. W. Grunow, Leipzig 1892.
- Aus Rochlitzens Briefen an Henriette Voigt. Merseburger, Leipzig 1906. (Sonderdruck aus dem Leipziger Kalender)
- Henriette Voigt. Erinnerungen aus dem Leipziger Musikleben zu Mendelssohns Zeit. In: Die Grenzboten, 68. Jahrgang 1909 (1. Vierteljahr), S. 393–400 (Digitalisat).